# Naomi Preizler
Naomi Preizler (Buenos Aires, Argentina, 12 de octubre de 1994) es una modelo y artista argentina

## Carrera
Si bien fue descubierta a los 14 años por un scout de modelos, Preizler no comenzó su carrera como modelo internacional hasta que terminó sus estudios secundarios. Comenzó su carrera como modelo nacional, sin embargo, a los 15 años. Ha desfilado para Chanel, Givenchy, Balenciaga, Alexander Wang, Vivienne Westwood, Jean-Paul Gaultier, Jeremy Scott y Marc Jacobs, entre otros. También ha sido fotografiada para Harper's Bazaar Argentina, Vogue Rusia, Vogue Italia, Interview, Love, Dazed & Confused y Grit, y por el prestigioso fotógrafo Steven Meisel. Preizler fue la cara del BAFWEEK 2012 otoño/invierno. También ha cantado en BAFWEEK 2013, cerrando el desfile de Desiderata.
Preizler también ha obtenido reconocimiento como artista. Comenzó dibujando mientras hacía fila para cástines de moda y fittings, centrándose en la ropa y las modelos. Inspirada en expresionistas como Gustav Klimt y Oskar Kokoschka, Preizler generalmente dibuja mujeres, "caras reflexivas" y autorretratos. Algunos de sus dibujos son desarrollados en pinturas con colores llamativos y rasgos exagerados. Jean Paul Gaultier posee una acuarela que hizo de él y Beth Ditto en el final de su desfile de primavera/verano 2012. La marca argentina AY Not Dead lanzó una colección de camisetas con dibujos de Preizler, que son homenajes a Niki de Saint Phalle, que se centraba en las curvas del cuerpo femenino. También ha colaborado con Vogue Italia y Harvey Nichols en un proyecto de ilustración para su colección primavera/verano 2012.
Además de dibujar, Preizler desarrolló un gran interés por la música hardocre y el metal.

## Vida personal
Preizler se crio en una familia artística, su padre es arquitecto y en ocasiones pintor al óleo, y su abuela una escultora. De chica quería ser bailarina clásica. Cursó sus estudios secundarios en la Escuela Técnica ORT, graduándose en el año 2008. Estudió comedia musical en la escuela de Hugo Midón, en American Academy of Dramatic Arts, pintura en la Liga de estudiantes de arte de Nueva York. Preizler reside en Brooklyn, Nueva York y Buenos Aires.
Preizler es de ascendencia alemana, y es judía. Sus abuelos eran inmigrantes judíos que emigraron hacia Argentina huyendo del nazismo. En el festival de novela romántica Romántica Buenos Aires, rindió homenaje a ellos a través de una performance en la que leyó sus cartas de amor, compartió pastel de manzana que cocinó con la receta de su abuela, y usó un vestido que le pertenecía a ella.